# یوکی کوترا
یوکی کوترا (ژاپنی: 小寺 優輝؛ زادهٔ ۱۲ ژوئیهٔ ۱۹۸۶) یک بازیکن فوتبال اهل ژاپن است.
از باشگاه‌هایی که در آن بازی کرده‌است می‌توان به باشگاه فوتبال فاگیانو اوکایاما اشاره کرد.